# Juan Parra
Juan Gabriel Parra Castro (* 25. März 1972 in Guasave, Sinaloa) ist ein ehemaliger mexikanischer Fußballspieler, der vorwiegend im Mittelfeld agierte.

## Laufbahn
Parra stand mindestens zwischen 1992/93 und 1996/97 bei den UAG Tecos unter Vertrag und gehörte somit in der Saison 1993/94 zum Kader der Mannschaft, die – zum überhaupt einzigen Mal in der Vereinsgeschichte der Tecos – die mexikanische Fußballmeisterschaft gewannen.
Anschließend spielte Parra unter anderem noch für Atlético Celaya (1997) und den Puebla FC (1999).

## Anekdoten
Am letzten Spieltag der Punktspielrunde der Saison 1993/94 (an deren Ende die Tecos die Meisterschaft gewannen) erzielte Parra in der 83. Minute das Siegtor zum 2:1 gegen den Stadtrivalen Chivas Guadalajara. Durch diesen Treffer fiel der seinerzeitige Rekordmeister auf den dritten Platz seiner Gruppe zurück und musste somit in die Repechaje (wo Chivas an Atlético Morelia scheiterte), während dessen großer Stadtrivale Atlas punktgleich, aber mit der besseren Tordifferenz, auf den zweiten Platz vorrückte und sich somit für die Endrunde qualifizierte. Dort scheiterte Atlas bereits im Viertelfinale an Santos Laguna, dem späteren Finalgegner der Tecos.

## Erfolge
- Mexikanischer Meister: 1993/94